# Mieczysław Cieniuch

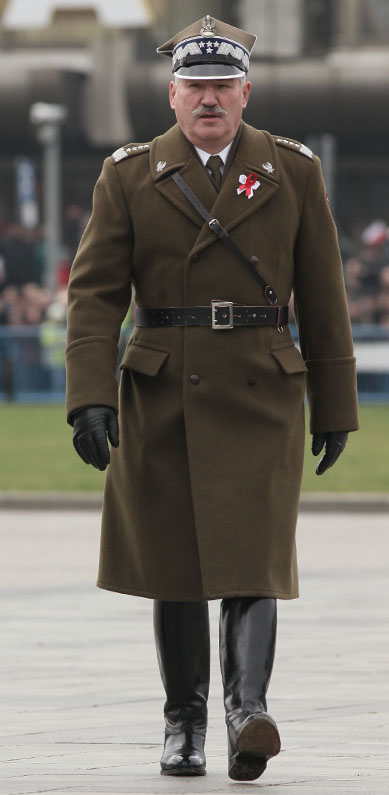
Gen. Cieniuch podczas uroczystości Święta Niepodległości w 2010

Mieczysław Kazimierz Cieniuch (ur. 24 stycznia 1951 w Bydgoszczy) – generał SZ RP w stanie spoczynku, dyplomata – ambasador RP w Turcji.
Oficer dyplomowany Wojsk Lądowych w korpusie wojsk pancernych, w latach 1996–1998 dowódca 8 Dywizji Obrony Wybrzeża, w latach 2006–2009 Polski Przedstawiciel Wojskowy przy Komitetach Wojskowych NATO i Unii Europejskiej, następnie radca ministra Obrony Narodowej i Szef Sztabu Generalnego Wojska Polskiego w latach 2010–2013.

## Przebieg służby
Na pierwsze stanowisko służbowe jako żołnierz zawodowy Sił Zbrojnych PRL – dowódcy plutonu czołgów – został wyznaczony w 60 Kartuskim pułku czołgów średnich w Elblągu (16 Kaszubska Dywizja Pancerna). Następnie był w tej jednostce wojskowej dowódcą kompanii czołgów oraz szefem sztabu. W latach 1985–1988 dowodził 68 pułkiem czołgów średnich w Budowie. W 1989 został wyznaczony na stanowisko szefa sztabu – zastępcy dowódcy 20 Warszawskiej Dywizji Pancernej im. marszałka Konstantego Rokossowskiego w Szczecinku, która wkrótce została przeformowana w 2 Pomorską Dywizję Zmechanizowaną.
W 1992 płk Mieczysław Cieniuch objął stanowisko szefa Oddziału Operacyjnego, a w 1993 zastępcy szefa sztabu do spraw operacyjnych w Sztabie Pomorskiego Okręgu Wojskowego w Bydgoszczy. Od 1996 do 1998 był dowódcą 8 Bałtyckiej Dywizji Obrony Wybrzeża im. Bartosza Głowackiego w Koszalinie.
11 listopada 1996 otrzymał awans na stopień generała brygady. W 1998 rozpoczął służbę w Sztabie Generalnym Wojska Polskiego w Warszawie, gdzie początkowo kierował Zarządem Dowodzenia, a od 2000 Generalnym Zarządem Planowania Strategicznego P5. W dniu 15 sierpnia 2001 został mianowany generałem dywizji.
4 lipca 2003 został wyznaczony na stanowisko I zastępcy szefa Sztabu Generalnego Wojska Polskiego, a 15 sierpnia 2003 otrzymał nominację na stopień generała broni. W okresie od 31 stycznia do 27 lutego 2006 pełnił obowiązki szefa Sztabu Generalnego Wojska Polskiego, a 19 kwietnia 2006 został polskim przedstawicielem wojskowym przy Komitetach Wojskowych NATO i Unii Europejskiej w Brukseli. Od czasu powrotu do Polski w 2009 pełnił funkcję radcy ministra ON Bogdana Klicha.
5 maja 2010 marszałek Sejmu RP pełniący obowiązki prezydenta Rzeczypospolitej Polskiej Bronisław Komorowski zapowiedział powołanie gen. broni Mieczysława Cieniucha na stanowisko szefa Sztabu Generalnego Wojska Polskiego po gen. Franciszku Gągorze, który zginął tragicznie w katastrofie polskiego samolotu rządowego w Smoleńsku. Przekazanie obowiązków nastąpiło w dniu 7 maja 2010.
15 sierpnia 2010 prezydent RP Bronisław Komorowski mianował go na stopień generała.
W dniu 6 maja 2013 w Pałacu Prezydenckim w Warszawie, w obecności prezydenta RP Bronisława Komorowskiego przekazał obowiązki szefa Sztabu Generalnego WP generałowi broni Mieczysławowi Gocułowi.
W dniu 28 czerwca 2013 został oficjalnie pożegnany przez ministra Obrony Narodowej Tomasza Siemoniaka w związku z zakończeniem pełnienia służby wojskowej. Na podstawie decyzji Nr 934 Ministra Obrony Narodowej z dnia 22 kwietnia 2013 roku został zwolniony z zawodowej służby wojskowej z dniem 30 czerwca 2013 roku i przeniesiony w stan spoczynku. Następnie do września 2016 był ambasadorem RP w Turcji.

## Wykształcenie wojskowe
- Wyższa Szkoła Oficerska Wojsk Pancernych im. Stefana Czarnieckiego w Poznaniu (1970–1974)
- Wojskowa Akademia Wojsk Pancernych im. Marszałka Związku Radzieckiego R.J. Malinowskiego w Moskwie (1979–1982)
- Wojskowa Akademia Sztabu Generalnego Sił Zbrojnych Federacji Rosyjskiej w Moskwie (Federacja Rosyjska) (1990–1992).
- Narodowy Uniwersytet Obrony w Waszyngtonie w USA (ang. National Defence University) studia podyplomowe (1999–2000)
- Centrum Doskonalenia Oficerów im. gen. Stanisława Popławskiego w Warszawie – kurs dowódców kompanii (1977)
- Defence Institute of International Legal Studies w Newport – kurs prowadzenia operacji pokojowych (2002)
- Naval Postgraduate School w Monterey – kurs zarządzania zasobami osobowymi (2004)

## Awanse
- podporucznik – 1974
- generał brygady – 11 listopada 1996
- generał dywizji – 15 sierpnia 2001[1]
- generał broni – 15 sierpnia 2003[2]
- generał – 15 sierpnia 2010[4]

## W cywilu
W lipcu 2013 generała w stanie spoczynku wysunięto jako kandydata na stanowisko Ambasadora RP w Ankarze. Kandydatura została zaakceptowana przez Komisję Spraw Zagranicznych Sejmu RP. Postanowieniem Prezydenta RP z dnia 30 sierpnia 2013 r. M. Cieniuch został nominowany na stanowisko Ambasadora RP w Turcji. Nominację odebrał 13 września 2013 r. z rąk ministra spraw zagranicznych Radosława Sikorskiego.

## Życie prywatne
Mieczysław Cieniuch jest żonaty z Danutą, z którą mają syna Jacka. Uprawia jeździectwo, interesuje się historią oraz geografią. Mieszka w Trzęsaczu.

## Ordery i odznaczenia
- Krzyż Komandorski Orderu Odrodzenia Polski – 2013[11]
- Krzyż Oficerski Orderu Odrodzenia Polski – 2002[12]
- Krzyż Kawalerski Orderu Odrodzenia Polski – 1995[13]
- Złoty Krzyż Zasługi
- Srebrny Krzyż Zasługi
- Wojskowy Krzyż Zasługi – 2010[14]
- Złoty Medal za Długoletnią Służbę
- Złoty Medal Siły Zbrojne w Służbie Ojczyzny
- Srebrny Medal Siły Zbrojne w Służbie Ojczyzny
- Brązowy Medal Siły Zbrojne w Służbie Ojczyzny
- Złoty Medal „Za zasługi dla obronności kraju”
- Srebrny Medal „Za zasługi dla obronności kraju”
- Brązowy Medal „Za zasługi dla obronności kraju”
- Medal 100-lecia ustanowienia Sztabu Generalnego Wojska Polskiego – 2018[15]
- Odznaka pamiątkowa SG WP
- Odznaka pamiątkowa 7 BZ I Klasy
- Medal „Za zasługi dla Stowarzyszenia Kombatantów Misji Pokojowych ONZ” – 2011[16][17]
- Order Krzyża Orła I klasy – Estonia, 2014[18]
- Komandor Orderu Legii Honorowej – Francja, 2013[19][20]
- Komandor z Gwiazdą Orderu Zasługi – Norwegia, 2012[21]
- Komandor Legii Zasługi – Stany Zjednoczone, 2012[22][23]
- Medal „Za pomoc Siłom Zbrojnym Ukrainy” – Ukraina, 2009[24][25]